# Louis Kozma
Louis Kozma (* 1. März 1938 in Budapest; † 16. August 1990 in Le Cannet) war ein  belgischer Schwimmer.
Kozma war Mitglied des sechsköpfigen belgischen Schwimmteams bei den Olympischen Sommerspielen 1956 in Melbourne. Über 200 Meter Brust wurde er in seinem Vorlauf Vierter und verfehlte die Qualifikation für das Finale deutlich.